# Лібія-зубодзьоб плямистовола
Лібія-зубодзьоб плямистовола (Tricholaema frontata) — вид дятлоподібних птахів родини лібійних (Lybiidae).

## Поширення
Вид поширений в центральній Анголі, на півдні Демократичної Республіки Конго, на заході Малаві, південному заході Танзанії та Замбії. Мешкає у лісах міомбо, але трапляється і у більш відкритих місцевостях, на висоті 500—1520 м над рівнем моря.

## Опис
Дрібний птах, завдовжки 16 см, вагою — 24-28 г. У нього чорна голова з червоним лобом. На потилиці є білі гребінці. Вушні покривала коричневі, а над очима — жовті «брови». Підборіддя і горло білі, з коричневим або чорним візерунком. Спина чорна, з жовтими плямами. Хвіст коричнево-чорний, а підхвістя блідо-коричнево-сіре. Махові пера коричневі, з білими внутрішніми краями. Внутрішні первинні та вторинні махові крил мають біло-жовті зовнішні краї. Криючі крил чорно-коричневі, з жовтими кінчиками. Лопатки мають білі плями. Очі темно-карі. Дзьоб переважно коричневий. Ноги сіро-коричневі або сіра, а пазурі блідо-сірі.

## Спосіб життя
Трапляється поодинці або парами. Їжу шукає на корі дерев та вздовж гілок кущів. Раціон складається з плодів та комах. Сезон розмноження триває з вересня по грудень. У кладці два-три білих яйця.